# Salir del castillo de vampiros
«Salir del castillo de vampiros» (título original en inglés: Exiting the Vampire Castle) es un ensayo escrito por el teórico inglés Mark Fisher para la publicación digital The North Star en 2013. Aboga por una mayor solidaridad en la izquierda, alejándose del fenómeno de la cultura de la cancelación. En cambio, propone orientar los esfuerzos en torno a la responsabilidad que tiene la clase económica de cada individuo, en lugar de en torno a rasgos identitarios y culturales.

## Sinopsis
Fisher sostiene que un estilo en línea de izquierdas basado en gran medida en los aspectos identitarios y fundamentado en un «moralismo de caza de brujas» entorpece un discurso de izquierdas productivo y socava la política de clases. En particular, la combinación de un enfoque principal en lo identitario y la vigilancia casi policiaca del discurso de los demás es perjudicial. Fisher vio el giro desde la clase y el materialismo hacia la identidad como un paso de metas objetivas externas a metas subjetivas internas que resultan en la fragmentación de los esfuerzos y la comunidad de la izquierda.

### Defensa y admiración de Russell Brand
Aproximadamente un tercio del ensayo es una discusión sobre el controvertido comediante y activista británico Russell Brand.
Fisher admiraba a Brand. En el ensayo, dijo que un espectáculo de Brand al que asistió era «el comunismo como algo cool, sexy y proletario, y no un sermón acusador». Fisher defendió a Brand de las críticas de los que llamó «zurdos elegantes». Escribió: «En la atmósfera macartista y febril que fermenta la izquierda moralizadora, un comentario que podría ser interpretado como machista significa que Brand es machista, y por lo tanto misógino. Claro y simple, acabado, condenado».

## Recepción
La revista Jacobin describió «Salir del castillo de vampiros» como el «ensayo más querido y odiado» de Fisher.

## Influencia
El libro Against the Web de Michael Brooks utiliza conceptos de «Salir del castillo de vampiros» para describir los límites en las tácticas de la izquierda. Al señalar la condena y la alienación comunes entre los izquierdistas del «castillo», Brooks propone una alternativa de «socialismo cosmopolita» construida sobre las obras de Cornel West, Amartya Sen y C. L. R. James. 
Marc James Léger hace referencia al ensayo de Fisher en su introducción al libro Identity Trumps Socialism: The Class and Identity Debate after Neoliberalism bajo el concepto de «marxismo decadente», que marca el declive de las tendencias pequeñoburguesas y contraculturales que se volvieron dominantes después la posguerra y los problemas que esto plantea para la renovación del socialismo.